# Liste der Baudenkmäler in Mühlbach (Südtirol)
Die Liste der Baudenkmäler in Mühlbach (italienisch Rio di Pusteria) enthält die 41 als Baudenkmäler ausgewiesenen Objekte auf dem Gebiet der Gemeinde Mühlbach in Südtirol.
Basis ist das im Internet einsehbare offizielle Verzeichnis der Baudenkmäler in Südtirol. Dabei kann es sich beispielsweise um Sakralbauten, Wohnhäuser, Bauernhöfe und Adelsansitze handeln. Die Reihenfolge in dieser Liste orientiert sich an der Bezeichnung, alternativ ist sie auch nach der Adresse oder dem Datum der Unterschutzstellung sortierbar.

## Liste
| Foto |                 | Bezeichnung                                                        | Standort                                                  | Eintragung                   | Beschreibung                                                                                                   | Metadaten                                                 |
| ---- | --------------- | ------------------------------------------------------------------ | --------------------------------------------------------- | ---------------------------- | --- | --------------------------------------------------------- |
| BW   | Datei hochladen | Almhütte in Hochkasern ID: 50547                                   | 46° 48′ 51″ N, 11° 37′ 16″ O                              | 21. März 2011 (BLR-LAB 440)  | Alm | KG: Spinges Bauparzelle: 81                               |
| ja   | Datei hochladen | Bacher ID: 16136                                                   | 46° 49′ 13″ N, 11° 40′ 12″ O                              | 10. März 1986 (BLR-LAB 1012) | Ländliches Wohnhaus/Bauernhof                                                                                  | KG: Meransen Bauparzelle: 35                              |
| BW   | Datei hochladen | Bachmühle ID: 16146                                                | 46° 47′ 47″ N, 11° 40′ 3″ O                               | 10. März 1986 (BLR-LAB 1012) | Ländliches Wohnhaus/Bauernhof                                                                                  | KG: Mühlbach Bauparzelle: 21                              |
| ja   | Datei hochladen | Badwirt-Mühle ID: 16168                                            | 46° 49′ 5″ N, 11° 38′ 34″ O                               | 10. März 1986 (BLR-LAB 1012) | Mühle | KG: Vals Bauparzelle: 141                                 |
| ja   | Datei hochladen | Bahnhof Mühlbach ID: 50276                                         | 46° 47′ 50″ N, 11° 40′ 11″ O                              | 5. Apr. 2004 (BLR-LAB 1083)  | Bahnhof/Remise                                                                                                 | KG: Mühlbach Bauparzelle: 27/2                            |
| ja   | Datei hochladen | Bildstock bei der Mühlbacher Klause ID: 16154                      | Pustertaler Straße 46° 48′ 40″ N, 11° 41′ 2″ O            | 10. März 1986 (BLR-LAB 1012) | Bildstock | KG: Mühlbach Grundparzelle: 744                           |
| ja   | Datei hochladen | Brücke über den Valler Bach ID: 16155                              | 46° 47′ 42″ N, 11° 39′ 57″ O                              | 10. März 1986 (BLR-LAB 1012) | Brücke | KG: Mühlbach Grundparzelle: 837/1                         |
| ja   | Datei hochladen | Ehemaliges Gerichtshaus ID: 18068                                  | Katharina-Lanz-Straße 90 46° 47′ 51″ N, 11° 40′ 7″ O      | 10. März 1986 (BLR-LAB 1012) | Ländliches Wohnhaus/Bauernhof                                                                                  | KG: Mühlbach Bauparzelle: 2                               |
| ja   | Datei hochladen | Felderer ID: 16141                                                 | 46° 48′ 59″ N, 11° 39′ 17″ O                              | 18. Mai 1951 (MD)            | Ländliches Wohnhaus/Bauernhof                                                                                  | KG: Meransen Bauparzelle: 120                             |
| ja   | Datei hochladen | Freienthurn mit Garten ID: 16147                                   | Pustertaler Straße 2 46° 47′ 43″ N, 11° 40′ 3″ O          | 10. März 1986 (BLR-LAB 1012) | Ansitz; Sitz des Herz-Jesu-Instituts                                                                           | KG: Mühlbach Bauparzelle: 32/1, 32/2 Grundparzelle: 117/1 |
| BW   | Datei hochladen | Gasslermühle ID: 16137                                             | 46° 49′ 21″ N, 11° 39′ 55″ O                              | 10. März 1986 (BLR-LAB 1012) | Mühle | KG: Meransen Bauparzelle: 49                              |
| ja   | Datei hochladen | Gasthof Weißes Lamm ID: 16143                                      | 46° 47′ 48″ N, 11° 40′ 3″ O                               | 10. März 1986 (BLR-LAB 1012) | Gasthaus | KG: Mühlbach Bauparzelle: 15                              |
| ja   | Datei hochladen | Gedenkstein ID: 16162                                              | 46° 46′ 58″ N, 11° 39′ 3″ O                               | 10. März 1986 (BLR-LAB 1012) | Denkmal | KG: Spinges Grundparzelle: 39/1, 40                       |
| ja   | Datei hochladen | Heilig-Grab-Kapelle ID: 16157                                      | 46° 47′ 17″ N, 11° 39′ 10″ O                              | 10. März 1986 (BLR-LAB 1012) | Kapelle | KG: Spinges Bauparzelle: 2                                |
| ja   | Datei hochladen | Junker-Stöckl ID: 16161                                            | 46° 47′ 13″ N, 11° 38′ 57″ O                              | 10. März 1986 (BLR-LAB 1012) | Kapelle | KG: Spinges Bauparzelle: 77                               |
| ja   | Datei hochladen | Kandelburg ID: 16148                                               | Richtergasse 4 46° 47′ 47″ N, 11° 40′ 1″ O                | 8. Jan. 1972 (MD)            | Ansitz | KG: Mühlbach Bauparzelle: 40 Grundparzelle: 81/1          |
| ja   | Datei hochladen | Kapelle beim Pichler ID: 16135                                     | 46° 49′ 27″ N, 11° 40′ 39″ O                              | 10. März 1986 (BLR-LAB 1012) | Kapelle | KG: Meransen Bauparzelle: 22                              |
| BW   | Datei hochladen | Kornkasten beim Gumpold ID: 16138                                  | 46° 49′ 18″ N, 11° 39′ 38″ O                              | 10. März 1986 (BLR-LAB 1012) | Kornkasten | KG: Meransen Bauparzelle: 50                              |
| ja   | Datei hochladen | Madlaner ID: 50278                                                 | 46° 51′ 21″ N, 11° 37′ 10″ O                              | 30. Aug. 1993 (BLR-LAB 5242) | Ländliches Wohnhaus/Bauernhof                                                                                  | KG: Vals Bauparzelle: 91                                  |
| ja   | Datei hochladen | Maria-Hilf-Kapelle ID: 50274                                       | Katharina-Lanz-Straße 90, bei 46° 47′ 52″ N, 11° 40′ 7″ O | 10. März 1986 (BLR-LAB 1012) | Kirche | KG: Mühlbach Bauparzelle: 1                               |
| ja   | Datei hochladen | Maria-Hilf-Kapelle auf der Fane-Alm ID: 16169                      | 46° 53′ 0″ N, 11° 37′ 15″ O                               | 10. März 1986 (BLR-LAB 1012) | Kapelle | KG: Vals Bauparzelle: 150                                 |
| ja   | Datei hochladen | Masl ID: 16163                                                     | 46° 50′ 6″ N, 11° 37′ 44″ O                               | 10. März 1986 (BLR-LAB 1012) | Ländliches Wohnhaus/Bauernhof                                                                                  | KG: Vals Bauparzelle: 25                                  |
| ja   | Datei hochladen | Mühlbacher Klause ID: 16153                                        | 46° 48′ 43″ N, 11° 41′ 5″ O                               | 18. Mai 1951 (MD)            | Burgruine | KG: Mühlbach Bauparzelle: 146, 147                        |
| ja   | Datei hochladen | Oberpranter ID: 16139                                              | 46° 48′ 43″ N, 11° 39′ 36″ O                              | 10. März 1986 (BLR-LAB 1012) | Ländliches Wohnhaus/Bauernhof                                                                                  | KG: Meransen Bauparzelle: 87                              |
| ja   | Datei hochladen | Ölbergkapelle ID: 16160                                            | 46° 46′ 51″ N, 11° 39′ 21″ O                              | 9. Juli 2007 (BLR-LAB 2324)  | Kapelle | KG: Spinges Bauparzelle: 74                               |
| ja   | Datei hochladen | Ölbergkapelle ID: 16170                                            | 46° 50′ 7″ N, 11° 37′ 46″ O                               | 8. Mai 1950 (MD)             | Kapelle | KG: Vals Bauparzelle: 146                                 |
| ja   | Datei hochladen | Pfarrkirche St. Andreas und Friedhof ID: 16164                     | 46° 50′ 22″ N, 11° 37′ 38″ O                              | 10. März 1986 (BLR-LAB 1012) | Kirche | KG: Vals Bauparzelle: 44 Grundparzelle: 1                 |
| ja   | Datei hochladen | Pfarrkirche St. Helena mit Friedhofskapelle und Friedhof ID: 16150 | Kirchplatz 46° 47′ 45″ N, 11° 40′ 0″ O                    | 10. März 1986 (BLR-LAB 1012) | Kirche | KG: Mühlbach Bauparzelle: 70, 71 Grundparzelle: 101, 125  |
| ja   | Datei hochladen | Pfarrkirche St. Jakob mit Friedhof ID: 16140                       | 46° 48′ 48″ N, 11° 39′ 44″ O                              | 10. März 1986 (BLR-LAB 1012) | Kirche | KG: Meransen Bauparzelle: 94 Grundparzelle: 785           |
| ja   | Datei hochladen | Pfarrkirche St. Rupert mit Friedhof ID: 16156                      | 46° 47′ 18″ N, 11° 39′ 10″ O                              | 10. März 1986 (BLR-LAB 1012) | Kirche | KG: Spinges Bauparzelle: 1 Grundparzelle: 1               |
| ja   | Datei hochladen | Pfarrwidum ID: 16149                                               | Kirchplatz 1 46° 47′ 45″ N, 11° 39′ 59″ O                 | 10. März 1986 (BLR-LAB 1012) | Widum/Kanonikerhaus                                                                                            | KG: Mühlbach Bauparzelle: 69                              |
| ja   | Datei hochladen | Pichler ID: 16167                                                  | 46° 50′ 27″ N, 11° 37′ 32″ O                              | 10. März 1986 (BLR-LAB 1012) | Ländliches Wohnhaus/Bauernhof                                                                                  | KG: Vals Bauparzelle: 74                                  |
| ja   | Datei hochladen | Rathaus Mühlbach ID: 50436                                         | Katharina-Lanz-Straße 47 46° 47′ 47″ N, 11° 40′ 2″ O      | (Art. 5 (gvD 490/1999))      | | KG: Mühlbach Bauparzelle: 37, 39                          |
| BW   | Datei hochladen | Schenk ID: 16145                                                   | 46° 47′ 48″ N, 11° 40′ 2″ O                               | 10. März 1986 (BLR-LAB 1012) | Ländliches Wohnhaus/Bauernhof                                                                                  | KG: Mühlbach Bauparzelle: 18                              |
| BW   | Datei hochladen | Schweiger mit Mühle ID: 16159                                      | 46° 47′ 37″ N, 11° 38′ 48″ O                              | 10. März 1986 (BLR-LAB 1012) | Ländliches Wohnhaus/Bauernhof; die Mühle befindet sich etwas nordöstlich auf 46° 47′ 41,6″ N, 11° 38′ 50,7″ O. | KG: Spinges Bauparzelle: 31, 32                           |
| BW   | Datei hochladen | Stadel und Kornkasten beim Zinggerle ID: 16165                     | 46° 50′ 28″ N, 11° 37′ 36″ O                              | 10. März 1986 (BLR-LAB 1012) | Stadel | KG: Vals Bauparzelle: 47                                  |
| ja   | Datei hochladen | Stark ID: 16158                                                    | 46° 47′ 17″ N, 11° 39′ 6″ O                               | 10. März 1986 (BLR-LAB 1012) | Ländliches Wohnhaus/Bauernhof                                                                                  | KG: Spinges Bauparzelle: 17                               |
| ja   | Datei hochladen | Stöcklvater-Kapelle ID: 16151                                      | Stöcklvaterweg 46° 47′ 25″ N, 11° 39′ 52″ O               | 10. März 1986 (BLR-LAB 1012) | Kapelle | KG: Mühlbach Bauparzelle: 123/2                           |
| ja   | Datei hochladen | Straßhof ID: 16152                                                 | Straßhof 2 46° 47′ 44″ N, 11° 39′ 47″ O                   | 10. März 1986 (BLR-LAB 1012) | Ländliches Wohnhaus/Bauernhof                                                                                  | KG: Mühlbach Bauparzelle: 126                             |
| ja   | Datei hochladen | Untergatterer ID: 16166                                            | 46° 50′ 36″ N, 11° 37′ 28″ O                              | 10. März 1986 (BLR-LAB 1012) | Ländliches Wohnhaus/Bauernhof                                                                                  | KG: Vals Bauparzelle: 53                                  |
| BW   | Datei hochladen | Weißenhaus ID: 16144                                               | 46° 47′ 48″ N, 11° 40′ 3″ O                               | 10. März 1986 (BLR-LAB 1012) | Ländliches Wohnhaus/Bauernhof                                                                                  | KG: Mühlbach Bauparzelle: 16/1                            |

Falls bei einem Baudenkmal keine Koordinaten bekannt sind, werden ersatzweise die Katasterdaten zum Zeitpunkt der Unterschutzstellung angegeben. Diese sind weder offiziell noch zwingend aktuell.
Die vom Landesdenkmalamt übernommenen Adressen können veraltet sein.
| Foto:   | Fotografie des Denkmals. Klicken des Fotos erzeugt eine vergrößerte Ansicht. Daneben finden sich zwei Symbole: |
| ID      | Identifikator beim Südtiroler Landesdenkmalamt                                                                 |
| KG      | Katastralgemeinde                                                                                              |
| MD      | Ministerialdekret                                                                                              |
| BLR-LAB | Beschluss der Landesregierung – Landesausschussbeschluss                                                       |